# Memories (canção de Maroon 5)
"Memories" (em português "Lembranças") é uma canção da banda norte-americana Maroon 5, lançada em 20 de setembro de 2019. A canção serve como single de avanço do sétimo álbum da banda, a ser lançado futuramente, e foi enviada para a contemporary hit radio em 24 de setembro de 2019. "Memories" é uma homenagem a Jordan Feldstein, antigo empresário da banda, que morreu repentinamente no fim de 2017, e a sua melodia foi comparada ao de "Cânone em Ré Maior", do compositor alemão Johann Pachelbel. A canção tornou-se um sucesso comercial, chegando ao nº 2 da parada americana Billboard Hot 100.

## Vídeo musical

### Vídeo musical
O videoclipe oficial foi lançado em 8 de outubro de 2019 na Vevo. Dirigido por David Dobkin e filmado pelo diretor de fotografia Jeff Cronenweth. Este vídeo é uma reminiscência do videoclipe de Sinead O'Connor para "Nothing Compares 2 U" (1990). O vídeo mostra, Adam Levine perto da câmera cantando em um fundo escuro. Termina com as palavras "For Jordi", dedicadas a Feldstein.

### Made with Memories
Em 25 de setembro de 2019, outro videoclipe da música, intitulado "Made with Memories", foi lançado exclusivamente na Apple Music.

## Apresentações ao vivo
Em 6 de outubro de 2019, o Maroon 5 tocou "Memories" pela primeira vez no The Ellen DeGeneres Show, que foi ao ar em 7 de outubro. No dia seguinte, Adam Levine e James Valentine, membros da banda, apresentaram uma versão acústica da música no The Howard Stern Show.

## Desempenho comercial
"Memories" estreou no número 22 em 5 de outubro de 2019 na Billboard Hot 100, atingindo o seu pico naquela parada ao chegar à vice-liderança da mesma na primeira semana de 2020 e ficando apenas atrás de "Circles", de Post Malone. Com "Memories", o Maroon 5 passou a ser a segunda banda (a outra é o The Rolling Stones) a conseguir alcançar, no mínimo, o nº 2 da Hot 100 em 61 anos da parada.

## Promoção
A banda anunciou o lançamento da música com sua arte de capa nas mídias sociais, depois de publicar várias colagens de fotos.

## Certificações
| País (Empresa)       | Certificação | Vendas |
| -------------------- | ------------ | ------ |
| Austrália (ARIA)     | Ouro         | 35,000 |
| Nova Zelândia (RMNZ) | Ouro         | 15.000 |

## Históricos de lançamentos
| Região         | Data                   | Formato                    | Gravadora      | Ref.   |
| -------------- | ---------------------- | -------------------------- | -------------- | ------ |
| Mundo          | 20 de setembro de 2019 | Download digital streaming | 222 Interscope | [ 26 ] |
| Estados Unidos | 24 de setembro de 2019 | Contemporary hit radio     | 222 Interscope | [ 6 ]  |